# Annona ferruginea
Annona ferruginea (R.E.Fr.) H.Rainer – gatunek rośliny z rodziny flaszowcowatych (Annonaceae Juss.). Występuje endemicznie w Brazylii – w stanie Rio de Janeiro. 

## Morfologia
PokrójZimozielone drzewo dorastające do 2 m wysokości.
LiścieMają kształt od owalnego do eliptycznego. Mierzą 8–15 cm długości oraz 4–8 cm szerokości. Blaszka liściowa jest całobrzega o tępym wierzchołku.
OwoceSynkarpiczne, o kulistym kształcie. Osiągają 10–12 mm długości i 5–6 mm średnicy.

## Biologia i ekologia
Rośnie w lasach. Występuje na wysokości do 700 m n.p.m.